# Ahola, Tervola
Ahola var en tätort (finska: taajama) i Tervola kommun i landskapet Lappland i Finland. Vid tätortsavgränsningen den 31 december 2014 hade Ahola 210 invånare och omfattade en landareal av 1,75 kvadratkilometer. Året därefter hade området färre än 200 invånare och Ahola klassificerades inte längre som tätort.
Ahola omfattade bebyggelsen på den västra sidan Kemi älv, mitt emot samhället och centralorten Tervola kyrkoby.

## Befolkningsutveckling
| Befolkningsutvecklingen i Ahola 2011–2014 | Befolkningsutvecklingen i Ahola 2011–2014 | Befolkningsutvecklingen i Ahola 2011–2014 | Befolkningsutvecklingen i Ahola 2011–2014 | Befolkningsutvecklingen i Ahola 2011–2014 |
| ----------------------------------------- | ----------------------------------------- | ----------------------------------------- | ----------------------------------------- | ----------------------------------------- |
|                                           |                                           |                                           |                                           |                                           |
| År                                        |                                           |                                           | Folkmängd                                 | Landareal (km²)                           |
| 2011                                      | 2011                                      |                                           | 226                                       | 1,69                                      |
| 2012                                      | 2012                                      |                                           | 228                                       | 1,75                                      |
| 2013                                      | 2013                                      |                                           | 226                                       | 1,75                                      |
| 2014                                      | 2014                                      |                                           | 210                                       | 1,75                                      |
| Anm.: 2011 och 2012 som Tervola2.         |                                           |                                           |                                           |                                           |